# Зайцев, Андрей Евгеньевич
Андрей Евгеньевич Зайцев (род. 17 сентября 1975, Москва) — российский кинорежиссёр, сценарист и продюсер,

## Биография
Родился 17 сентября 1975 года в Москве. Окончил факультет журналистики МГУ и Высшие курсы сценаристов и режиссёров (мастерская А. Митты).
Первое время работал корреспондентом и режиссером в телекомпании РТР (ВГТРК).
С 1996 г. сотрудничал с киностудией «ТРИТЭ» Никиты Михалкова.
В 2005 году Зайцев открыл собственную киностудию под названием «Сентябрь», специализирующуюся на производстве телевизионных, документальных и игровых фильмов.
- Лауреат Премии Правительства Российской Федерации в области культуры в 2012 г. за документальный фильм «Виктор Астафьев. Весёлый солдат»;
- Четырежды лауреат национальной премии в области кинематографии «Золотой Орёл» — 2007 г. в номинации за лучший монтаж (художественный фильм «12», режиссёр-постановщик Никита Михалков)[3]; 2010 г. в номинации за лучший неигровой фильм (документальный фильм «Виктор Астафьев. Весёлый солдат»; 2021 г в номинациях лучший фильм и лучший сценарий за фильм «Блокадный дневник»;
- Дважды лауреат Национальной премии «Лавровая ветвь» — 2010 г. в номинации «Лучший полнометражный телевизионный фильм» (полнометражный неигровой фильм «Виктор Астафьев. Весёлый солдат»; 2012 г. — в номинации «Лучший документальный сериал, цикл документальных телепрограмм» (неигровой цикл «Моя Великая война»;
- Лауреат Приза Мэра Москвы («Серебряный приз Мэра Москвы») «За создание образа Москвы в киноискусстве» в 2017 г. за художественный фильм «14+» (автор сценария и режиссёр-постановщик Андрей Зайцев)[4];

Мать — Ирина Алексеевна Зайцева (р. 1958), в прошлом — телевизионный журналист, ведущая программы «Герой дня без галстука».

## Фильмография
- 2000 — «Мой дом» (д/ф, автор сценария, режиссёр-постановщик, продюсер);
- 2002 — «Глеб» (д/ф, автор сценария, режиссёр-постановщик, продюсер);[6]
- 2004 — «Отец» (д/ф, режиссёр-постановщик Никита Михалков, режиссёр);
- 2004 — «Мама» (д/ф, режиссёр-постановщик Никита Михалков, режиссёр);
- 2006 — «Плакат» (к/ф, автор сценария, режиссёр-постановщик, продюсер);
- 2007 — «12» (режиссёр-постановщик Никита Михалков, режиссёр монтажа);
- 2010 — «Виктор Астафьев. Весёлый солдат» (д/ф, автор, режиссёр- постановщик, продюсер);[7]
- 2010 — «Живет такой „барин“» (д/ф, режиссёр-постановщик);
- 2011 — «Бездельники» (х/ф, автор сценария, режиссёр-постановщик, продюсер);[8]
- 2012—2013 — «Мост над бездной» (телевизионный цикл, 18 серий, режиссёр-постановщик, продюсер)[9];
- 2012—2015 — «Моя Великая война» (телевизионный цикл, 13 фильмов, автор сценария, режиссёр-постановщик, продюсер);[10]
- 2015 — «14+» (х/ф, автор сценария, режиссёр-постановщик, продюсер);
- 2020 — «История неполучившегося фильма» (д/ф, режиссёр-постановщик Никита Михалков, режиссёр);
- 2021 — «Блокадный дневник» (х/ф, автор сценария, режиссёр-постановщик, продюсер);
- 2022 — «14+: Продолжение» (х/ф, автор сценария, режиссёр-постановщик, продюсер);
- 2025 — «Двое в одной жизни, не считая собаки» (х/ф, автор сценария, режиссёр-постановщик, продюсер).

## Основные награды
- 2002 — Главный приз фестиваля «Окно в Европу» по разделу неигрового кино, специальный приз жюри за фильм «Глеб»[11];
- 2004 — Международный кинофестиваль «Золотой Витязь» — Золотой Витязь за фильм «Мама»;
- 2004 — Международный кинофестиваль «Золотой Витязь» — Золотой Витязь за фильм «Отец»;
- 2007 — Премия «Золотой орёл» за лучший монтаж фильма 12 (2007)[12];
- 2010 — Премия «Золотой орёл» за лучший неигровой фильм «Виктор Астафьев. Весёлый солдат» (2010)[13];
- 2010 — Премия «Лавровая ветвь» в номинации лучший полнометражный телевизионный фильм «Виктор Астафьев. Весёлый солдат»[14];
- 2010 — Главный приз фестиваля документального кино «Человек и война» за фильм «Виктор Астафьев. Весёлый солдат»;
- 2010 — XIII Международный фестиваль военного кино имени Ю. Н. Озерова — Почётный знак за историческую правду в раскрытии событий Великой Отечественной войны 1941—1945 гг. за фильм «Виктор Астафьев. Весёлый солдат»;
- 2010 — XVI Международный фестиваль фильмов о правах человека «Сталкер» — Приз имени правозащитника Феликса Светова за фильм «Виктор Астафьев. Весёлый солдат»;
- 2011 — Приз Гильдии киноведов и кинокритиков России на XIX фестивале российского кино «Окно в Европу» в Выборге за художественный фильм «Бездельники»;
- 2012 — Премия «Лавровая ветвь» в номинации «Лучший документальный сериал, цикл документальных телепрограмм» за цикл «Моя Великая война»;
- 2012 — Премия Правительства Российской Федерации в области культуры за фильм «Виктор Астафьев. Весёлый солдат»;
- 2013 — Международный кинофестиваль «Золотой Витязь» — Золотой Витязь за фильм «Игорь Николаев. Моя великая война»;
- 2015 — Участие в конкурсной программе 65го Международного Берлинского кинофестиваля «Поколение 14 плюс» — фильм «14+»;
- 2015 — Приз зрительских симпатий и Специальный приз жюри на Открытом кинофестивале «Кинотавр» за фильм «14+»;
- 2015 — Приз зрительских симпатий на Vologda Independent Cinema from European Screens Festival VOICES (Россия) за фильм «14+»;
- 2015 — Приз зрительских симпатий на Seoul International Youth Film Festival (Южная Корея) за фильм «14+»;
- 2015 — Гран- при на Children’s and Youth Film Festival Just Film (Black Nights Film Festival) (Эстония) за фильм «14+»;
- 2015 — Гран — при на Festival du Cinéma Russe à Honfleur (Франция) за фильм «14+»;
- 2015 — Гран-при и приз за лучшую мужскую роль (Глеб Калюжный) на Olympia International Film Festival for Children and Young People (Греция) за фильм «14+»;
- 2016 — Гран-при на Youngabout International Film Festival (Италия) за фильм «14+»;
- 2017 — Серебряный приз Мэра Москвы на Московском международном кинофестивале за лучший фильм о столице «14+»[15].
- 2020 — 42-й Московский Международный Кинофестиваль — Гран-при фестиваля, Приз зрительских симпатий за фильм «Блокадный дневник»;
- 2020 — XVIII Международный Фестиваль военного кино имени Ю. Н. Озерова — Приз за лучшую режиссуру за фильм «Блокадный дневник»;
- 2020 — VIII Сочинский международный кинофестиваль и кинопремии «Ирида» (SIFFA 2020) — Приз президента фестиваля за фильм «Блокадный дневник»;
- 2020 — XXVIII Всероссийский кинофестиваль «Виват, кино России!» — Приз дирекции фестиваля «За лучшую духовность в киноискусстве» за фильм «Блокадный дневник»;
- 2020 — XVII Международный Фестиваль Военно-патриотических фильмов «Волоколамский рубеж» — Приз российского военно-исторического общества за фильм «Блокадный дневник»;
- 2021 — Национальная кинопремия «Золотой орёл» — лучший игровой фильм, лучший сценарий за фильм «Блокадный дневник»